# Gnieździłowo Południowe
Gnieździłowo Południowe (biał. Паўднёвае Гняздзілава; ros. Южное Гнездилово) – wieś na Białorusi, w obwodzie witebskim, w rejonie dokszyckim, w sielsowiecie Krypule.
Dawniej Gnieździłowo Dolne lub Hnieździłowo Dolne.
Znajduje się tu parafialna cerkiew prawosławna pw. Świętych Apostołów Piotra i Pawła.

## Historia
W czasach zaborów w guberni wileńskiej Imperium Rosyjskiego.
W dwudziestoleciu międzywojennym wieś i folwark Gnieździłowo Dolne, oraz majątek i leśniczówka Gnieździłowo leżały w Polsce, w województwie wileńskim, w powiecie duniłowickim, od 1926 w powiecie dziśnieńskim, w gminie Parafianów.
Według Powszechnego Spisu Ludności z 1921 roku zamieszkiwało:
- wieś – 348 osób, 15 było wyznania rzymskokatolickiego, 330 prawosławnego, a 3 mojżeszowego. Jednocześnie 14 mieszkańców zadeklarowało polską, a 334 białoruską przynależność narodową. Było tu 73 budynków mieszkalnych[4]. W 1931 w 80 domach zamieszkiwało 394 osoby[5].
- majątek  – 127 osób, 62 były wyznania rzymskokatolickiego, 65 prawosławnego. Jednocześnie 81 mieszkańców zadeklarowało polską przynależność narodową, 44 białoruską, a 2 inną. Było tu 13 budynków mieszkalnych[4]. W 1931 w 9 domach zamieszkiwało 87 osób[5].
- folwark – w 1931 w 3 domach zamieszkiwało 45 osób[5].
- leśniczówkę  – w 1931 w 1 domu zamieszkiwały 4 osoby[5].

Wierni należeli do parafii rzymskokatolickiej i prawosławnej w Hnieździłowie. Miejscowość podlegała pod Sąd Grodzki w Dokszycach i Okręgowy w Wilnie; właściwy urząd pocztowy mieścił się w Parafianowie.